# Катастрофа Ил-14 под Сыктывкаром
Катастрофа Ил-14 под Сыктывкаром — авиационная катастрофа пассажирского самолёта Ил-14М авиакомпании Аэрофлот, произошедшая в среду 20 июля 1960 года в Вилегодском районе (Архангельская область) близ Сыктывкара, при этом погибли 23 человека.

## Самолёт
Ил-14М с заводским номером 147001035 и серийным 10-35 был выпущен заводом «Знамя Труда» (Москва) 1 марта 1957 года, после чего продан Главному управлению гражданского воздушного флота. Авиалайнер получил бортовой номер СССР-Л1696 и сперва направлен в Государственный научно-исследовательский институт гражданской авиации (ГосНИИ ГА). К 7 января 1958 года он уже был переведён в 75-й (Сыктывкарский) авиаотряд Сыктывкарской отдельной авиагруппы гражданского воздушного флота. В 1959 году самолёт прошёл перерегистрацию, в результате которой бортовой номер сменился на CCCP-61696. Общая наработка борта 61696 составляла 5505 лётных часов.

## Экипаж
- Командир воздушного судна — Леконцев Борис Иванович
- Второй пилот — Ляхин Михаил Дмитриевич
- Бортмеханик — Бараев Владимир Михайлович
- Бортрадист — Гержод Николай Николаевич

## Катастрофа
Самолёт выполнял пассажирский рейс 613 из Ленинграда в Сыктывкар (встречаются данные, что в Воркуту) с промежуточной остановкой в Череповце. До Череповца полёт прошёл без отклонений и в 10:31 с 19 пассажирами и 4 членами экипажа на борту рейс 613 вылетел в Сыктывкар. Согласно полученному экипажем прогнозу погоды, на маршруте полёта до 14:00 ожидалась переменная мощно-кучевая и кучево-дождевая облачность с нижней границей 600—1000 метров, видимость 4—10 километров, грозовое положение. В самом Сыктывкаре с 12 до 15 часов прогнозировалась переменная мощно-кучевая и кучево-дождевая облачность с нижней границей 600—1000 метров, видимость 4—10 километров. Эшелон полёта в плане был указан как 3000 метров.
В 10:54 с самолёта доложили о визуальном пролёте Вологды на заданном эшелоне (3000 м), а в 11:23 — о пролёте Тотьмы на том же эшелоне и поверх облаков. В 11:51 рейс 613 установил связь с командным диспетчерским пунктом Сыктывкарского аэропорта и доложил: 3000 визуально, скорость 360, расчетное время Сыктывкар — 12:40. В 11:57 уже в Череповец (аэропорт вылета) с борта 61696 передали: пролет Вел. Устюга, 3000 метров визуально, скорость 370. В 12:20 экипаж вновь связался диспетчерским пунктом аэропорта Сыктывкар и запросил вход в зону аэропорта. В ответ диспетчер передал давление аэродрома, прямой пеленг в 240°, расстояние в 100 километров, а также дал указание выполнять визуальный подход на высоте 300 метров. Экипаж подтвердил получение информации.
В 12:30 диспетчер вызвал рейс 613, однако ему никто не ответил. А когда авиалайнер и в аэропорт не прибыл, то были начаты его поиски. Ил-14 искали 11 дней и ночей, пока 31 июля в 11 часов не обнаружили в Вилегодском районе соседней Архангельской области в 9 километрах к югу от Кенозеро, близ границы с Коми АССР и в 87 километрах к юго-западу от Сыктывкарского аэропорта (точка координат 61°20′ с. ш. 49°18′ в. д.). При ударе о землю машина взорвалась и сгорела, при этом все 23 человека на борту погибли.

## Причины

### Расследование
При изучении обломков было отмечено, что правая плоскость крыла вместе с двигателем находилась в 70—80 метрах от фюзеляжа, а значит, лайнер начал разрушаться ещё в воздухе.
В ходе расследования удалось установить, что в тот день в Череповецком аэропорту руководитель полётов поставил ответственным за организацию выпуска самолёта диспетчера с малым опытом. Прогноз погоды в Сыктывкарском аэропорту череповецкий радиооператор принял с искажениями и пробелами в тексте. Начальник АМСГ аэропорта Череповец засомневался, что прогноз получен правильно, но не стал требовать, чтобы его передали повторно. Но в неправильно полученном в прогнозе погоды по Сыктывкару теперь отсутствовал такой важный момент, что в аэропорту прибытия ожидались гроза и небольшой дождь. В свою очередь в Сыктывкарском аэропорту работники службы движения не стали анализировать ситуацию с погодой и не следили за фактической погодой в районе аэропорта и аэродромных диспетчерских служб. Диспетчер командно-диспетчерского пункта в свою очередь не стал требовать от АМСГ информации о фактической погодной обстановке в районе аэропорта и аэродромной диспетчерской службы, а также об ожидаемой погодной обстановке. Из-за этого диспетчер не смог передать экипажу данные о погодном состоянии, но при этом и не стал спрашивать у экипажа фактическую погоду вокруг их. Не зная метеоусловия в районе снижения самолёта, диспетчер, однако, разрешил экипажу визуально снижаться до 300 метров. Также на Сыктывкарскую АМСГ от станций кольца штормового предупреждения пришла информация, что наблюдается гроза, однако дежурные синоптики эту информацию не довели до диспетчерского пункта, а там в свою очередь об этом и не запрашивали.
Из-за таких нарушений относительно информации о погоде экипаж при входе в зону аэродрома неожиданно для себя столкнулся с сильной грозой и облачностью с нижней границей 600 метров. Когда диспетчер дал команду снижаться визуально до 300 метров, экипажу следовало выполнять снижение с обходом грозы. Но в данном случае пилоты не имели необходимого опыта по полётам в условиях грозы, поэтому командир экипажа в процессе снижения направил самолёт прямо в грозовые облака.

### Выводы
Согласно выводам комиссии, катастрофа произошла непосредственно из-за входа авиалайнера в грозовые облака, где он столкнулся с мощными вертикальными потоками, которые начали воздействовать на конструкцию с колоссальными нагрузками. В какой-то момент структура планера не выдержала перегрузок и начала разрушаться. Машина потеряла управление, после чего рухнула в лес и взорвалась.
Главной причиной возникновения такой ситуации стало то, что работники диспетчерской службы аэропорта Сыктывкар и экипаж борта 61696 грубо нарушили требования НПП ГА-58 и «инструкцию по организации и руководству движением самолётов на воздушных трассах СССР» по части обеспечения безопасности полётов в условиях грозы, а сотрудники АМСГ в Сыктывкаре некачественно организовывали метеообеспечение, а также нарушали требования наставления по метеообеспечению гражданского воздушного флота.
Способствовали катастрофе и нарушения в работе командования 75-го авиаотряда, которое плохо обеспечивало безопасность полётов в условиях грозовой деятельности. Неудовлетворительным был и контроль за подчинёнными данному начальству подразделениями, чтобы они исполняли указанные выше требования. Помимо этого, ситуацию можно было исправить, если бы в аэропорту работал радиолокатор. При этом локатор уже был получен, но до сих пор не был установлен.